# ریزش

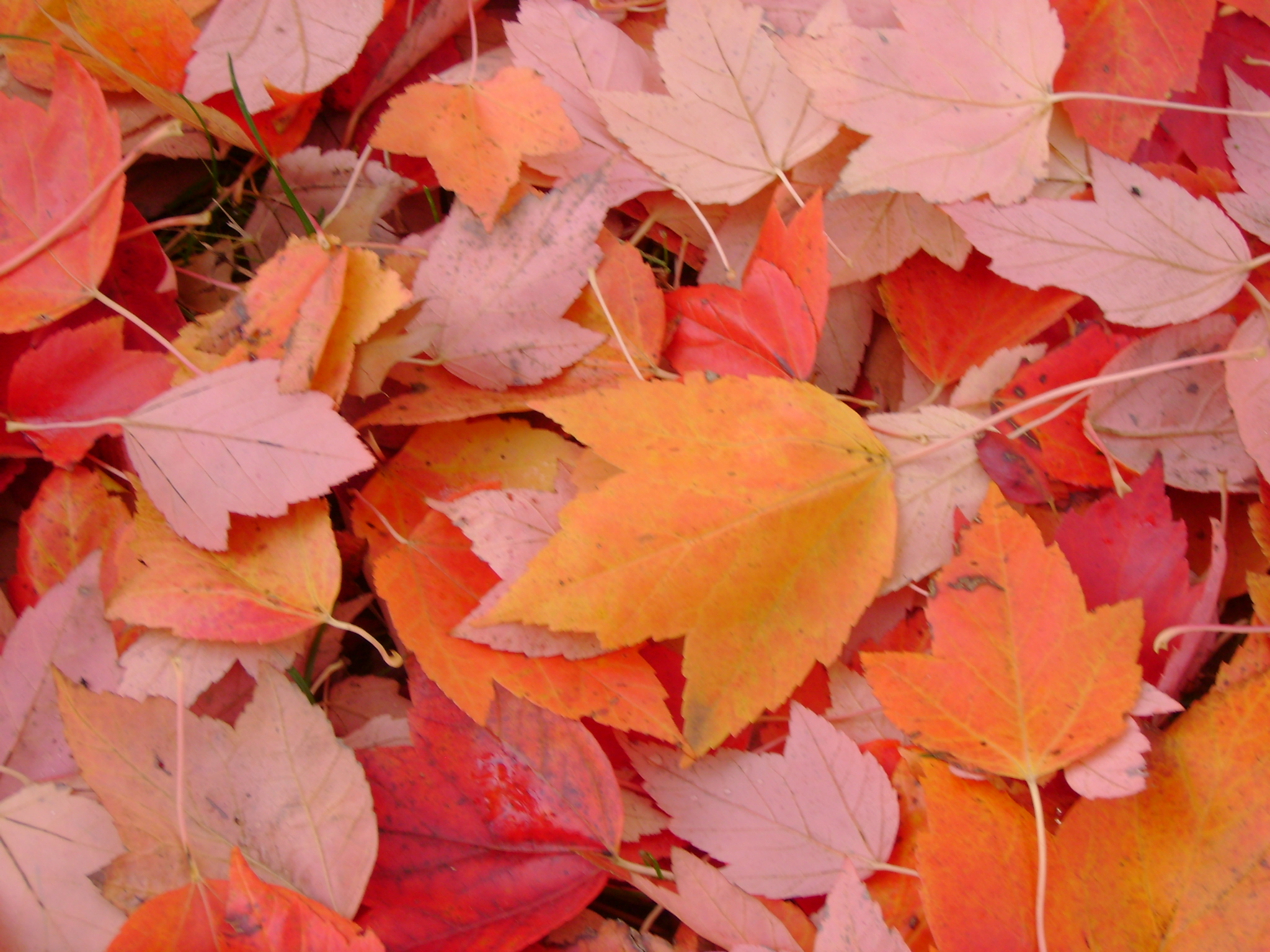
بستر برگ در کف جنگل. ریزش سالانه برگ درختان در پاییز در مناطق معتدل در پاسخ به رویکرد هوای سرد زمستان ایجاد می‌شود.

ریزِش (از لاتین ab، "دور" و scindere، "بریدن") ریختن قسمت‌های مختلف یک ارگانیسم است. در گیاه‌شناسی، ریزش به ریختن بخش‌های مختلف گیاه مانند برگ ، میوه ، گل یا بذر گفته می‌شود. در جانورشناسی، ریزش به ریختن عمدی یک قسمت بدن، مانند افتادن پنجه ، پوست یا خودوابُری دم برای فرار از شکارچی گفته می‌شود. در قارچ شناسی، ریزش به آزادسازی هاگ قارچی گفته می‌شود. در زیست شناسی سلولی، ریزش به جداسازی دو سلول دختر در زمان تکمیل تقسیم درون‌یاخته گفته می‌شود. 

### عملکرد

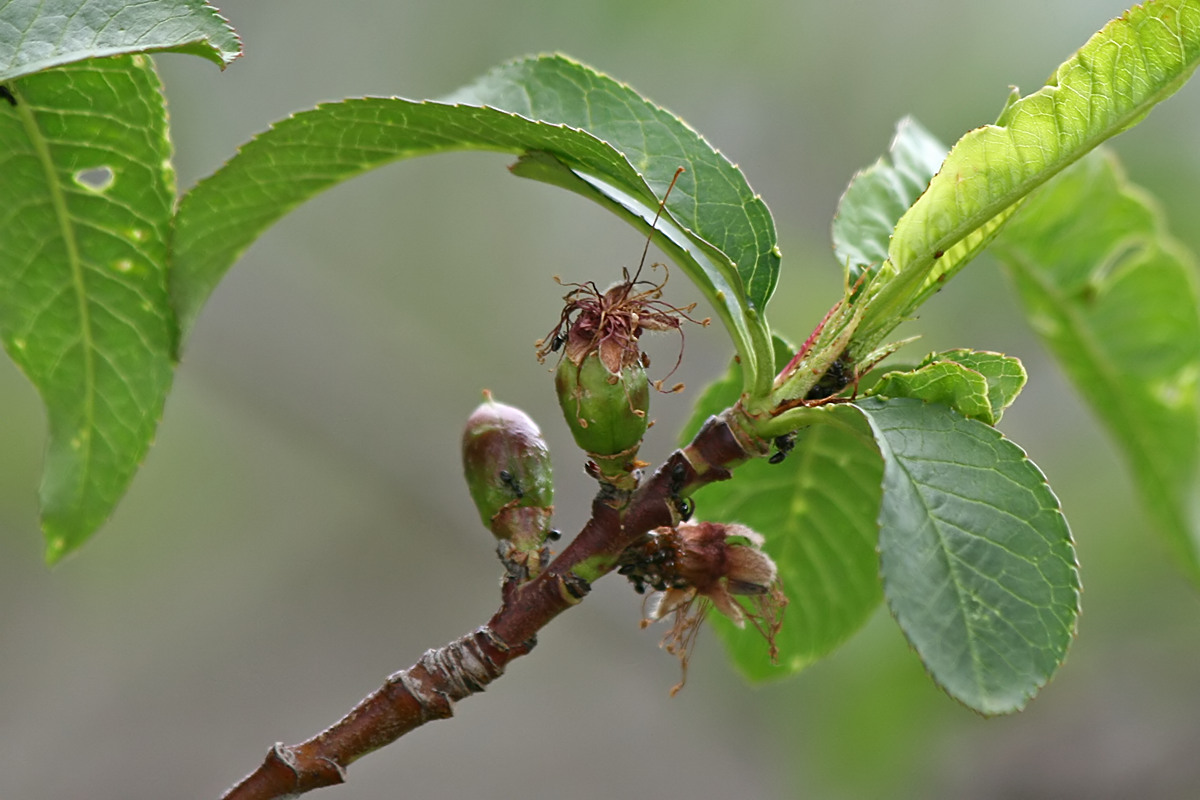
ریزش گل‌بنه در حین توسعه یک میوه هلو

## در گیاهان

### روند
ریزش در یک سری سه‌مرحله‌ای اتفاق می افتد: ۱) جذب، ۲) تشکیل لایه محافظ و ۳) جدا شدن.  مراحل ۲ و ۳ بسته به گونه گیاه ممکن است به هر ترتیب انجام شود.    